# Mk 19

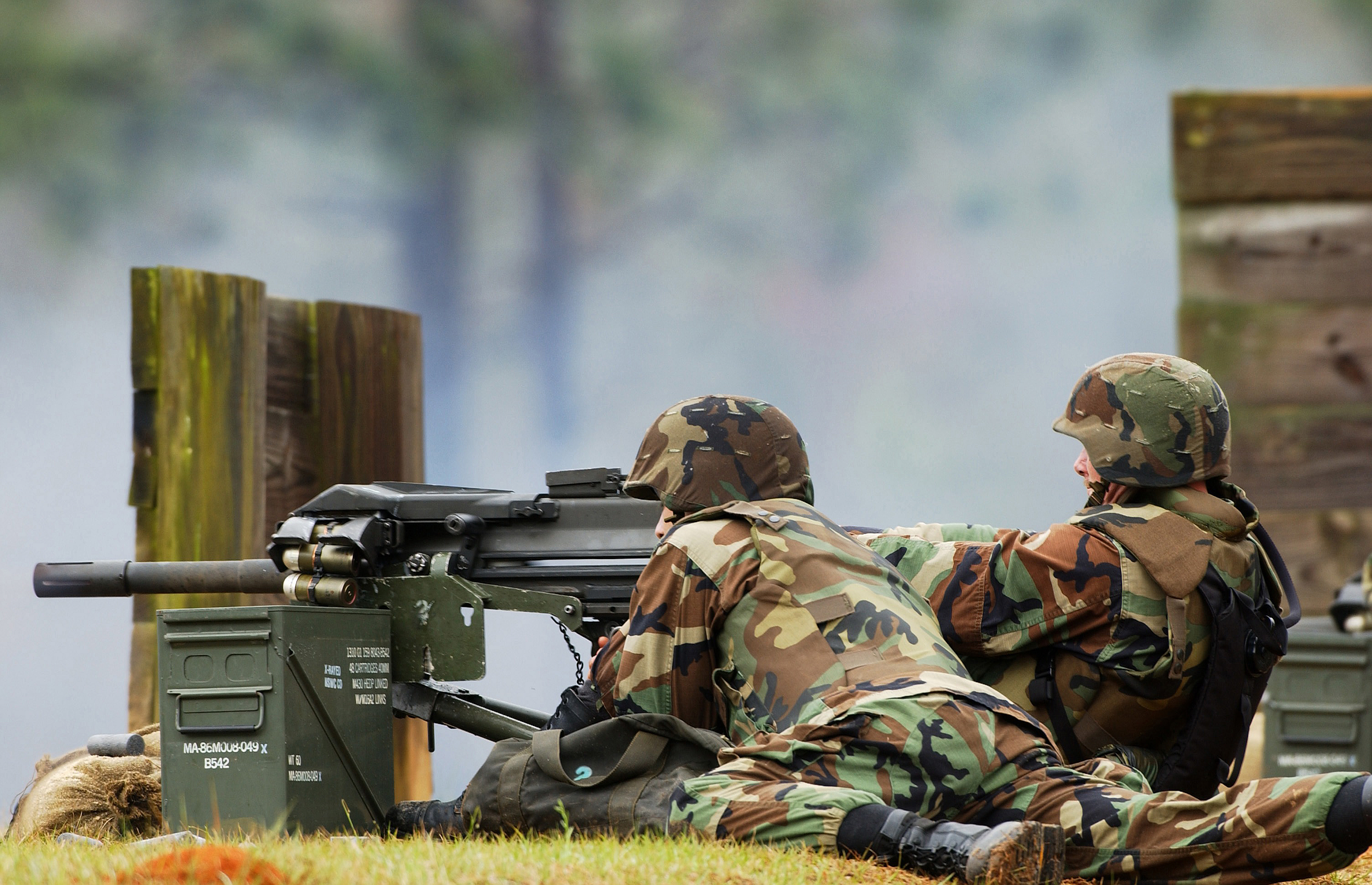
Militares da marinha dos Estados Unidos utilizando um Mk 19.

O Mk 19 (Mark 19) é um lança-granadas automático de 40 mm desenvolvido para o exército dos Estados Unidos durante a Guerra Fria, utilizado pela primeira vez na Guerra do Vietnã e usado até os dias atuais.

## Operadores

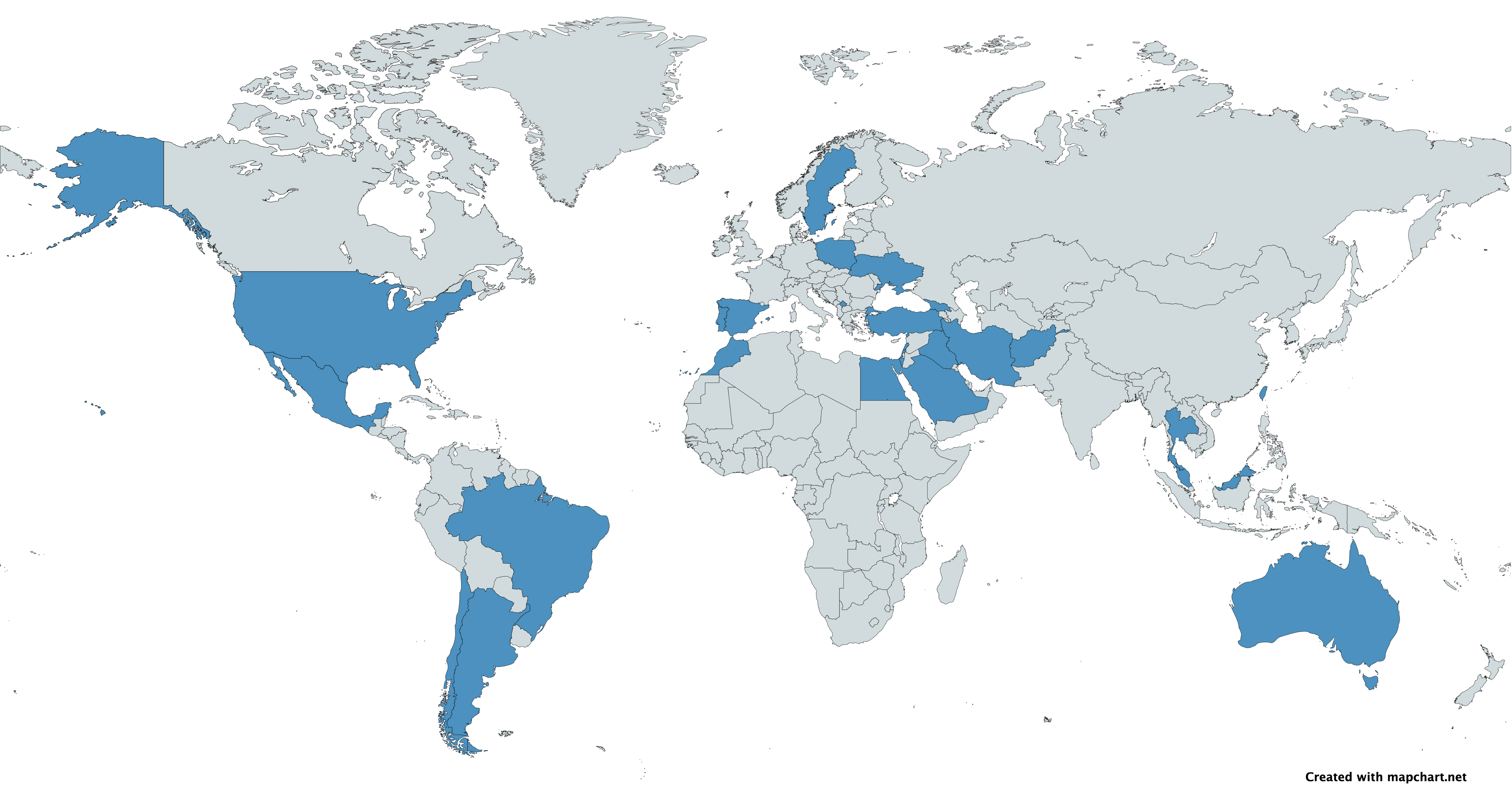
Mapa com operadores do lança-granadas Mk 19 em azul

A GDOTS produziu cerca de 35.000 sistemas Mk 19 Mod 3 para cerca de 30 clientes desde 1984. Os operadores do Mk 19 incluem:
- Afeganistão: Números desconhecidos foram dados ao exército afegão em um período de tempo desconhecido, capturados e usados pelo Talibã.[6]
- Argentina: Fuzileiros Navais da Argentina.[7]
- Austrália[8]
- Brasil: Usado pelo Corpo de Fuzileiros Navais.[9]
- Chile: Usado pelo Exército do Chile e pelo Corpo de Fuzileiros Navais do Chile.[10][11]
- Egito: Fabricado localmente pela Helwan.[12][13]
- Geórgia[14]
- Irã[15]
- Iraque: Usado pelas forças especiais iraquianas em veículos Humvee.[16]
- Israel:[8] Adotado pelas Forças de Defesa de Israel (sob o nome de "Maklar", de mikla rimonim ou "metralhadora de granadas"), para ser colocado em campo em unidades de infantaria e mecanizadas. O Mk 19 foi anteriormente fabricado localmente.[12]
- Kosovo:[8] Forças de Segurança do Kosovo.[12]
- Líbano[17]
- Malásia[8]
- México:[8]
- Moldávia[18][19]
- Marrocos: Exército Marroquino.[20]
- Polônia[21]
- Portugal: Usado pelo Exército Português.[22]
- Arábia Saudita[23]
- Espanha[8]
- Suécia: Designado Grsp 92.[8] Usado pelo Kustjägarna e Amfibiebataljonen[24] e também pelo 31º Batalhão Aerotransportado[25]
- Taiwan[26]
- Tailândia:[27]
- Turquia: Produzido sob licença pela MKEK.[1] Usado pelo Exército da Turquia.[28]
- Ucrânia[29]
- Estados Unidos:[8] Atualmente em uso generalizado nas Forças Armadas dos Estados Unidos.